# وائل عیان
وائل عیان (عربی: وائل عيان؛ زادهٔ ۱۳ ژوئن ۱۹۸۵) یک ورزشکار اهل سوریه است.
از باشگاه‌هایی که در آن بازی کرده‌است می‌توان به باشگاه فوتبال الاتحاد سوریه، باشگاه فوتبال نجران عربستان سعودی، باشگاه فوتبال الفیصلی عربستان سعودی، و تیم ملی فوتبال سوریه اشاره کرد.
وی همچنین در تیم ملی فوتبال سوریه بازی کرده است.